# Диего Силва Роса
Дие́го Габриэ́л Си́лва Ро́за (порт.-браз. Diego Gabriel Silva Rosa); родился 12 октября 2002 года, Арасатуба, Бразилия), — бразильский футболист, полузащитник клуба «Баия, выступающий на правах аренды за клуб «Ломмел».

## Клубная карьера
Роса — воспитанник клубов «Витория Салвадор» и «Гремио». В начале 2021 года он перешёл в английский «Манчестер Сити». Сумма трансфера составила 6 млн. евро. Для получения игровой практики Роса сразу же был отдан в аренду в бельгийский «Ломмел». 21 февраля в матче против «Льерса» он дебютировал во Втором дивизионе Бельгии. 17 октября в поединке против «Мускрон-Перювельз» Диего забил свой первый гол за «Ломмел».

## Международная карьера
В 2019 году в составе юношеской сборной Бразилии Роса принял участие в юношеском чемпионате Южной Амеркии в Перу. На турнире он сыграл в матчах против команд Парагвая, Уругвая, Колумбии и Аргентины. В том же году Роса выиграл домашний юношеский чемпионат мира. На турнире он сыграл в матче против Чили, Новой Зеландии, Анголы, Франции и Мексики. В поединках против чилийцев и новозеландцев Диего забил два гола.

## Достижения
Международные
 Бразилия (до 17)
- Победитель юношеского чемпионата мира — 2019